# Antiarabismo

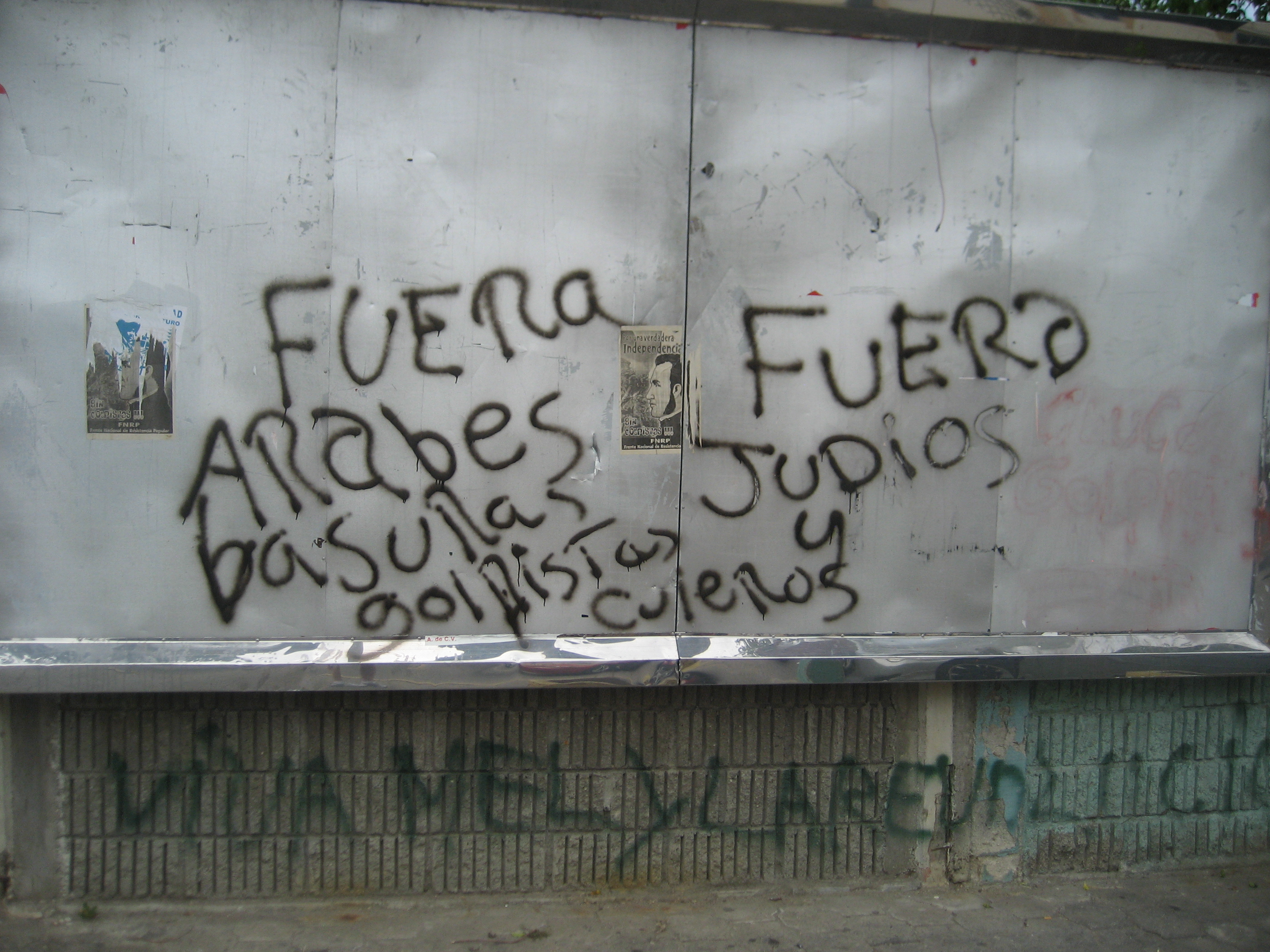
Pichação em San Pedro Sula, Honduras, pedindo a expulsão de árabes e judeus.

O Antiarabismo ou a arabofobia é um tipo de discriminação que inclui oposição, aversão, medo ou ódio ao povo árabe.
Historicamente, o preconceito antiárabe tem sido um problema em eventos como a reconquista da Península Ibérica, a condenação dos árabes na Espanha pela Inquisição Espanhola, a Revolução de Zanzibar em 1964 e os distúrbios de Cronulla em 2005 na Austrália. Na era moderna, o antiarabismo é aparente em muitas nações da Europa, Ásia e das Américas.

## Definição de "árabe"
Árabes são pessoas cuja língua nativa é o árabe. Pessoas de origem árabe, em particular falantes nativos de inglês e francês de ascendência árabe na Europa e nas Américas, muitas vezes se identificam como árabes. Devido à prática generalizada do Islã entre as populações árabes, o antiarabismo é comumente confundido com a islamofobia.
Existem proeminentes minorias árabes não-muçulmanas no mundo árabe. Essas minorias incluem os cristãos árabes no Líbano, Síria, Palestina, Jordânia, Egito, Iraque, Kuwait e Bahrein, entre outros países árabes. Há também minorias consideráveis de judeus árabes, drusos, bahá'ís e não religiosos.

## Antiarabismo histórico
O preconceito anti-árabe é sugerido por muitos eventos na história. Na Península Ibérica, quando a reconquista dos nativos cristãos aos colonos mouros se completou com a queda de Granada, todos os não católicos foram expulsos. Em 1492, árabes convertidos ao cristianismo, chamados mouriscos, foram expulsos da Espanha para o norte da África após serem condenados pela Inquisição Espanhola. A palavra espanhola "moro", que significa mouro, hoje carrega um significado negativo.
Após a anexação do estado muçulmano de Hiderabade pela Índia em 1948, cerca de 7.000 árabes foram internados e deportados.
A Revolução de Zanzibar de 12 de janeiro de 1964 pôs fim à dinastia árabe local. Cerca de 17.000 árabes foram exterminados por revolucionários africanos, segundo relatos, e milhares de outros fugiram do país.
No final do século XIX e no início do século XX, quando palestinos e sírios migraram para a América Latina, a arabofobia era comum nesses países.